# لينارت ميري
لينارت جورج ميري (بالإستونية: Lennart-Georg Meri) وهو سياسي وكاتب و مخرج أفلام إستوني وهو رئيس الجمهورية الثاني لإستونيا ولد في يوم 29 مارس 1929 في مدينة تالين عاصمة إستونيا تولى رئاسة إستونيا من سنة 1992 إلى سنة 2001 وقد كان أيضاً قائد الحركة الإستونية للإستقلال وذلك عندما كانت إستونيا جُزُء من الإتحاد السوفييتي، توفي لينارت ميري في سنة 2006.

## روابط خارجية
- لينارت ميري على موقع IMDb (الإنجليزية)
- لينارت ميري على موقع الموسوعة البريطانية (الإنجليزية)
- لينارت ميري على موقع مونزينجر (الألمانية)
- لينارت ميري على موقع إن إن دي بي (الإنجليزية)
- لينارت ميري على موقع قاعدة بيانات الفيلم (الإنجليزية)
- لينارت ميري على موقع كينوبويسك (الروسية)